# Hoch (Lied)
Hoch ist ein Lied des deutschen Singer-Songwriters Tim Bendzko aus dem Jahr 2019. Das Stück ist die erste Singleauskopplung aus seinem vierten Studioalbum Filter.

## Entstehung und Artwork
Hoch wurde gemeinsam von Timothy Auld, Tim Bendzko, Toni Mudrack (Teesy), Benedikt Schöller und Julian von Dohnanyi (Schmyt) geschrieben. Die Produktion erfolgte durch das Produzentenduo TRUVA, bestehend aus Auld und Schöller. Das Mastering erfolgte durch GKG Mastering in München, unter der Leitung von Ludwig Maier. Abgemischt wurde das Lied durch den in Los Angeles ansässigen Produzenten Jon Castelli.
Auf dem Frontcover der Single ist lediglich – neben Künstlernamen und Liedtitel – ein weißer Sneaker zu sehen. Der Hintergrund des Covers ist weiß gehalten, inmitten des Covers ist ein kreisrundes Bild mit dem Sneaker platziert. Am Sneaker sowie der Person, die diesen trägt, läuft eine gelartige Flüssigkeit herunter. Das Bild selbst ist in warmen Farbtönen gehalten. In der oberen linken und rechten Ecke des Covers befindet sich mit den Aufschriften „Tim“ beziehungsweise „Bendzko“ der Künstlernamen, am unteren linken Rand in Hochschrift der Liedtitel „Hoch“.

## Veröffentlichung und Promotion
Die Erstveröffentlichung von Hoch erfolgte als Einzeltrack, zum Download und Streaming, am 19. Juli 2019 durch das Musiklabel Jive Records. Verlegt wurde das Lied durch BMG Rights Management, Edition Cuts Are Us, Edition Rakede, den Hanseatic Musikverlag, Starting Lineup Music Publishing sowie We Publish Music. Der Vertrieb erfolgte durch Sony Music Entertainment.
Das ZDF nutzte das Lied zur Berichterstattung sowie in Werbespots zur Leichtathletik-Weltmeisterschaften 2019. Die ProSiebenSat.1 Media untermalte einen Werbespot zur neunten Staffel von The Voice of Germany mit dem Lied. Im Zuge dessen kam es auch zu einer Promoaktion, in der Stimmen für das Stück gesucht wurden, hierfür konnte jeder seinen Beitrag einreichen. Es bestand die Möglichkeit, seinen Beitrag über die The-Voice-Internetseite, den The-Voice-Channel in der Smule Sing App oder in einem der The-Voice-Trucks – der durch Deutschland reiste – einzureichen. Die Einsendungen waren später ebenfalls in einem Werbespot zu The Voice of Germany zu sehen. Darüber hinaus erfolgten Liveauftritte zur Hauptsendezeit im aktuellen Sportstudio, bei Luke! Die Greatnightshow sowie während der Verleihung des Deutschen Radiopreises 2020. Der SWR und KiKA nutzten Hoch als Titellied für die vierte Staffel der Kindersendung Krass nass! Die Tigerenten Club Sommerspiele.

## Inhalt
| „Auch wenn wir schon weit gekommen sind. Wir gehen immer weiter hoch hinaus. Egal, wie hoch die Hürden auch sind. Sie sehen so viel kleiner von hier oben aus. Wenn dir die Luft ausgeht, nur nicht nach unten sehen. Wir gehen immer weiter hoch hinaus. Immer, immer weiter hoch hinaus.“ – Refrain, Originalauszug | Der Liedtext zu Hoch ist in deutscher Sprache verfasst. Die Musik wurde gemeinsam von Timothy Auld, Tim Bendzko, Toni Mudrack (Teesy), Benedikt Schöller und Julian von Dohnanyi komponiert, der Text wurde von Bendzko, Teesy und von Dohnanyi geschrieben. Musikalisch bewegt sich das Lied im Bereich der Popmusik. Das Tempo beträgt 153 Schläge pro Minute. Die Tonart ist G-Dur. Bendzko selbst beschrieb Hoch als „reinen“ Motivationssong. Er habe sich beim Schreiben einfach vorgestellt, dass jemand kurz davor ist, sich einen großen Traum zu erfüllen, ein großes Ziel zu erreichen, aber kurz vor Schluss kurz davor ist aufzugeben. Das Lied solle dazu motivieren, auch diese letzten Meter noch zu gehen. Er stellte zugleich dar, dass es keinesfalls darum gehe, immer mehr zu wollen. Aufgebaut ist das Lied auf zwei Strophen, einem Refrain sowie einer Bridge. Das Lied beginnt mit der ersten Strophe, auf die der Refrain folgt. Der gleiche Vorgang wiederholt sich mit der zweiten Strophe. Nach dem zweiten Refrain schließt sich direkt eine kurze Bridge aus Teilen des Refrain an, ehe das Lied mit dem dritten Refrain endet. |

## Musikvideo
Zu Hoch wurden zwei offizielle Musikvideos veröffentlicht. Zunächst feierte ein Lyrikvideo – nach dem Konzept und der Umsetzung von Andreas Hofstetter – seine Premiere auf YouTube am 19. Juli 2019. In diesem sind, wie für Lyrikvideos typisch, im Vordergrund immer die aktuellen Textzeilen zu sehen, im Hintergrund sieht man verschiedene 3D-Animationen von Bergen. Das reguläre Musikvideo wurde am 19. Juli 2019 gedreht und feierte rund einen Monat später am 15. August 2019 um 18:30 Uhr seine Premiere. Zu sehen ist Bendzko inmitten einer tanzenden Menge, deren Choreografie von der puerto-ricanischen Kiani del Valle stammt. Gegen Ende des Videos steht er zunächst mit ausgestreckten, brennenden Händen inmitten der tanzenden Masse, ehe er am Ende mit einigen anderen in die Luft schwebt. Die Gesamtlänge des Videos beträgt 2:49 Minuten. Regie führte Mario Clement. Bis Juni 2024 zählten beide Videos über 25,1 Millionen Aufrufe auf der Videoplattform YouTube.

## Mitwirkende
| Liedproduktion - Timothy Auld: Komponist, Musikproduzent - Tim Bendzko: Gesang, Komponist, Liedtexter - Jon Castelli: Abmischung - Ludwig Maier: Mastering - Toni Mudrack (Teesy): Komponist, Liedtexter - Benedikt Schöller: Komponist, Musikproduzent - Julian von Dohnanyi (Schmyt): Komponist, Liedtexter Musikvideo - Pat Aldinge: Kameramann - Kristin Belger: Schminke - Marianka Benesch: Styling - Mario Clement: Regisseur - Andi Hofstetter: Filmeditor - Patricia Hools: Schminke - Daria Marie Küpker: Filmproduzent - Marie Niemann: Ausführender Produzent - Eugenio Perazzo: Grafiker - Kiani del Valle: Choreograf | Unternehmen - Arri Media: Farbkorrektur (Musikvideo) - ArxAnima: Visueller Effekt (Musikvideo) - BMG Rights Management: Verlag - Edition Cuts Are Us: Verlag - Edition Rakede: Verlag - GKG Mastering Studio: Mastering - Hanseatic Musikverlag: Verlag - Jive Records: Musiklabel - Saltwater Films: Filmproduzent (Musikvideo) - Sony Music Entertainment: Vertrieb - Starting Lineup Music Publishing: Verlag - We Publish Music: Verlag |

## Rezeption

### Chartplatzierungen
Hoch erreichte in Deutschland Position zehn der Singlecharts und platzierte sich eine Woche in den Top 10 sowie 29 Wochen in den Charts. In den deutschen Downloadcharts erreichte die Single Position zwei, in den deutschsprachigen Singlecharts Position acht und in den Streamingcharts Position 18. Darüber hinaus konnte sich die Single mehrere Wochen in den iTunes-Tagesauswertungen platzieren und erreichte mit Position zwei seine höchste Notierung zwischen dem 10. und 12. September 2019. In Österreich erreichte das Lied in 30 Chartwochen mit Position 40 seine höchste Chartnotierung. In der Schweiz verfehlte das Stück den Einstieg in die offiziellen Hitparaden. 2019 belegte die Single Position 64 der deutschen Single-Jahrescharts. In den deutschen Airplay-Jahrescharts erreichte die Single Rang 39 und war damit der meistgespielte deutschsprachige Titel.
Für Bendzko als Interpret ist dies der zehnte Charterfolg in Deutschland sowie sein siebter in Österreich. Als Autor erreichte er hiermit zum neunten Mal die deutschen und zum ebenfalls siebten Mal die österreichischen Singlecharts. In beiden Funktionen ist es für Bendzko nach Nur noch kurz die Welt retten und Wenn Worte meine Sprache wären der dritte Top-10-Erfolg in Deutschland. Er erreichte hiermit erstmals nach knapp acht Jahren wieder die Top 10 der Singlecharts, zuletzt gelang ihm dies mit Wenn Worte meine Sprache wären im Jahr 2011. Teesy erreichte in seiner Autorenfunktion hiermit nach Keine Rosen zum zweiten Mal die deutschen Singlecharts sowie erstmals die Charts in Österreich. Für Auld ist es nach Hooked on You (Parov Stelar feat. Timothy Auld) die zweite Autorenbeteiligung in den österreichischen Singlecharts, in Deutschland erreichte er erstmals mit einer Autorenbeteiligung die Charts. Als Musikproduzent ist es in beiden Ländern sein erster Charterfolg. Für Dohnanyi und Schöller ist Hoch der erste Autorenbeitrag beziehungsweise die erste Produktion die die deutschen und österreichischen Charts erreichte.
| ChartsChartplatzierungen | Höchstplatzierung | Wochen |
| ------------------------ | ----------------- | ------ |
| Deutschland (GfK)        | 10 (29 Wo.)       | 29     |
| Österreich (Ö3)          | 40 (30 Wo.)       | 30     |

| ChartsJahrescharts (2019) | Platzierung |
| ------------------------- | ----------- |
| Deutschland (GfK)         | 64          |

### Auszeichnungen für Musikverkäufe
Im Februar 2022 wurde Hoch in Deutschland mit einer Platin-Schallplatte für über 400.000 verkaufte Einheiten ausgezeichnet. Im Januar 2020 gab es bereits Gold in Deutschland. Im September 2020 erfolgte die Verleihung einer Platin-Schallplatte in Österreich für über 30.000 verkaufte Einheiten. Hoch erhielt somit zweimal Platin für über 430.000 verkaufte Einheiten.
| Land/Region        | Auszeichnungen für Musikverkäufe (Land/Region, Auszeichnung, Verkäufe) | Verkäufe |
| ------------------ | ---------------------------------------------------------------------- | -------- |
| Deutschland (BVMI) | Platin                                                                 | 400.000  |
| Österreich (IFPI)  | Platin                                                                 | 30.000   |
| Insgesamt          | 2× Platin ·                                                            | 430.000  |

## Coverversionen
Im Jahr 2024 coverte die deutsche R&B- und Soulsängerin Joy Denalane das Lied im Zuge der elften Staffel des TV-Formats Sing meinen Song – Das Tauschkonzert. Für eine Duettausgabe nahm sie das Lied nochmal zusammen mit Tim Bendzko auf. Am 17. Mai 2024 erschien beide Neuinterpretation auf dem dazugehörigen TV-Sampler.